# Copa CONMEBOL de 1998
A Copa CONMEBOL de 1998, foi a sétima edição deste torneio internacional de futebol a nível de clubes organizado pela Confederacão Sul-americana de Futebol. Participaram dezesseis equipes de dez países: Argentina,  Brasil, Bolívia, Chile, Colômbia, Equador, Paraguai, Peru, Uruguai e Venezuela.
O campeão foi o Santos Futebol Clube (Brasil), que venceu a final contra o Rosario Central (Argentina).

## Participantes
| Argentina          | Argentina      | Argentina |
| Clube              | Cidade         | Classificação |
| ------------------ | -------------- | --- |
| Gimnasia y Esgrima | La Plata       | Quarto colocado na tabela acumulada do Campeonato Argentino de 1997/98. Melhor equipe na pontuação acumulada não convidada a participar da Copa Mercosul de 1998. |
| Rosario Central    | Rosario        | Sétimo colocado na tabela acumulada do Campeonato Argentino de 1997/98. Segunda melhor equipe não convidada a participar da Copa Mercosul de 1998.                |
| Bolívia            |                | |
| Clube              | Cidade         | Classificação |
| Jorge Wilstermann  | La Paz         | Campeão do Torneio Apertura do Campeonato Boliviano de 1998 |
| Brasil             |                | |
| Clube              | Cidade         | Classificação |
| Atlético Mineiro   | Belo Horizonte | Campeão da Copa Conmebol de 1997 |
| Santos             | Santos         | Campeão do Torneio Rio-São Paulo de 1997 |
| América            | Natal          | Campeão da Copa do Nordeste de 1998 |
| Sampaio Corrêa     | São Luís       | Campeão da Copa Norte de 1998 |
| Chile              |                | |
| Clube              | Cidade         | Classificação |
| Audax Italiano     | Santiago       | Vice-campeão da Copa Chile de 1998 |
| Colômbia           |                | |
| Clube              | Cidade         | Classificação |
| Deportes Quindío   | Armenia        | Vice-Campeão do Torneo Adequacion do Campeonato Colombiano de 1996/1997                                                                                           |
| Once Caldas        | Manizales      | Quarto colocado do Campeonato Colombiano de 1996/1997. Em substituição ao Milionários que foi convidado a participar da Copa Merconorte de 1998                   |
| Equador            |                | |
| Clube              | Cidade         | Classificação |
| LDU                | Quito          | Melhor Colocado na pontuação acumulada do Campeonato Equatoriano de 1997                                                                                          |
| Paraguai           |                | |
| Clube              | Cidade         | Classificação |
| Cerro Corá         | Assunção       | Vice-Campeão do Apertura ou Clausura do Campeonato Paraguaio de 1997 com melhor pontuação acumulada.                                                              |
| Peru               |                | |
| Clube              | Cidade         | Classificação |
| Melgar             | Arequipa       | Terceiro colocado da Liguilla Pre-Libertadores do Campeonato Peruano de 1997                                                                                      |
| Uruguai            |                | |
| Clube              | Cidade         | Classificação |
| River Plate        | Montevidéu     | Terceiro colocado da Liguilla Pre-Libertadores do Campeonato Uruguaio de 1997                                                                                     |
| Huracán Buceo      | Montevidéu     | Quarto colocado da Liguilla Pre-Libertadores do Campeonato Uruguaio de 1997                                                                                       |
| Venezuela          |                | |
| Clube              | Cidade         | Classificação |
| Deportivo Italia   | Caracas        | Melhor colocado na tabela acumulada do Campeonato Venezuelano de 1997/98                                                                                          |

## Tabela

### Oitavas de final
Jogos de ida
| 15 de julho de 1998 | América de Natal | 0 – 0 | Sampaio Corrêa | Machadão, Natal (RN)                |
|                     |                  |       |                | Árbitro: Sidrack Marinho dos Santos |

| 15 de julho de 1998 | Deportivo Italia        | 2 – 2   | Deportes Quindío            | Brígido Iriarte, Caracas (Venezuela) |
| 16:00 h (UTC−4:30)  | Rodas 71' · Camacho 88' | Notícia | Marquinho 30' · Cáceres 63' | Árbitro: José Carpio                 |

| 15 de julho de 1998 | Santos                 | 2 – 1   | Once Caldas         | Vila Belmiro, Santos (SP)                                                |
| 20:30 h (UTC-3)     | Narciso 5' · Viola 66' | Notícia | Valentierra 58' (P) | Árbitro: Ricardo Grance Auxiliares: Carlos Torres e José Carlos Oliveira |

| 15 de julho de 1998 | Melgar       | 1 – 3 | LDU                                                | Monumental de la UNSA, Arequipa (Peru)                                |
|                     | Sanjinez 17' |       | Carcelén 4' · Morales 21' · Flavio Camargo 90' (P) | Árbitro: Juan Carlos Lugones Auxiliares: Alfredo Bernal e Yuri Pineda |

| 15 de julho de 1998 | Atlético Mineiro       | 2 – 2 | Cerro Corá                   | Mineirão, Belo Horizonte (MG)                                                                          |
|                     | Lincoln 14' · Lima 71' |       | Fernández 54' · González 73' | Público: 4,044 pagantes Árbitro: Oscar Sequeira Auxiliares: Claudio Martín e Hilton Moutinho Rodrigues |

| 15 de julho de 1998 | Jorge Wilstermann | 0 – 0   | Gimnasia y Esgrima | Félix Capriles, Cochabamba (Bolívia) |
|                     |                   | Notícia |                    | Árbitro: Jorge Torres                |

| 18 de julho de 1998 | River Plate | 0 – 0 | Huracán Buceo | Charrúa, Montevidéu (Uruguai)                                  |
|                     |             |       |               | Árbitro: Daniel Bello Auxiliares: Saúl Feldman e Rubén Meneses |

| 22 de julho de 1998 | Rosario Central   | 2 – 0 | Audax Italiano | Gigante de Arroyito, Rosario (Argentina)            |
|                     | Carracedo 73' 88' |       |                | Público: ≈4,500 Árbitro: Luciano Augusto de Almeida |

Jogos de volta
| 21 de julho de 1998 | Sampaio Corrêa               | 3 – 1 | América de Natal   | Castelão, São Luís (MA)           |
|                     | Paulo Roberto · Cal · Júnior |       | Paulinho Kobayashi | Árbitro: Wilson de Souza Mendonça |

| 21 de julho de 1998 | Deportes Quindío             | 2 – 1 | Deportivo Italia | Centenario, Armenia (Colômbia)                                    |
| 20:30 h (UTC-5)     | Rodas 8' (P) · Marquinho 57' |       | Concepción 83'   | Árbitro: Luis Seminario Auxiliares: Víctor Mayorga e Jesús Orozco |

| 21 de julho de 1998 | Once Caldas                       | 2 (2) – 1 (3) | Santos      | Palogrande, Manizales (Colômbia)                                        |
| 20:30 h (UTC-5)     | Valentierra 21' (P) · Padilla 72' |               | Jorginho 9' | Árbitro: Paolo Borgosano Auxiliares: Lenin Rodríguez e Hernando Agudelo |

|                 |     | Penalidades                         |  |
| Padilla: Henao: | 2–3 | Fernandes: Athirson: Ânderson Lima: |  |

| 21 de julho de 1998 | LDU                                            | 3 – 1 | Melgar     | Casa Blanca, Quito (Equador)                                      |
|                     | Guevara 51' · Morales 57' · Flavio Camargo 74' |       | Uehara 31' | Árbitro: Rafael Torrealba Auxiliares: Raúl Pérez e Carlos Vásquez |

| 21 de julho de 1998 | Cerro Corá | 0 (2) – 0 (4) | Atlético Mineiro | Manuel Ferreira, Assunção (Paraguai)                                       |
|                     |            |               |                  | Público: ≈1,500 Árbitro: Luis Peña Auxiliares: Rubén Selman e Luis Mereles |

| 21 de julho de 1998 | Gimnasia y Esgrima | 1 (2) – 1 (4) | Jorge Wilstermann | Juan Carmelo Zerillo, La Plata (Argentina) |
|                     | Mansilla 89'       | Notícia       | Loayza 62'        | Árbitro: Cláudio Vinícius Cerdeira         |

|                                  |     | Penalidades                          |  |
| Córdoba: Deering: Barclay: Páez: | 2–3 | Kekes: Sozzani: Sánchez: Villarroel: |  |

| 26 de julho de 1998 | Huracán Buceo                                         | 4 – 1 | River Plate | Parque Artigas, Paysandú (Uruguai)                                 |
|                     | Cardozo 60' · Rodríguez 65' · Cataldo 68' · Carve 80' |       | Aguirre 40' | Árbitro: Olivier Viera Auxiliares: Jorge Larrionda e Héctor Bonora |

| 29 de julho de 1998 | Audax Italiano | 1 – 0   | Rosario Central | Santa Laura, Santiago (Chile)     |
| 19:00 h (UTC-4)     | Delgado 16'    | Notícia |                 | Público: 1,044 Árbitro: Juan Luna |

### Quartas-de-final
Jogos de ida
| 5 de agosto de 1998 | Deportes Quindío | 0 – 1   | Sampaio Corrêa | Centenario, Armenia (Colômbia)                                         |
| 20:30 h (UTC-5)     |                  | Notícia | Adãozinho 19'  | Árbitro: Ángel Guevara Auxiliares: Rafael Jarrín e Daniel Wilson Gómez |

| 5 de agosto de 1998 | LDU             | 2 – 2 | Santos                   | Casa Blanca, Quito (Equador)                                   |
|                     | Morales 19' 24' |       | Jorginho 37' · Lúcio 73' | Árbitro: Felipe Russi Auxiliares: Flavio Rojas e Leónidas Pozo |

| 5 de agosto de 1998 | Atlético Mineiro               | 3 – 1 | Jorge Wilstermann | Mineirão, Belo Horizonte (MG)                                                                       |
|                     | Edgar 50' 62' · Valdir 86' (P) |       | Kekes 41'         | Público: 3,005 pagantes Árbitro: Olivier Viera Auxiliares: Daniel Bello e Hilton Moutinho Rodrigues |

| 5 de agosto de 1998 | Huracán Buceo                 | 2 – 3 | Rosario Central                             | Parque Artigas, Paysandú (Uruguai)                             |
| 20:30 h (UTC-3)     | Santancieri 27' · Curbelo 64' |       | Hugo González 28' · Rivarola 36' · Jara 81' | Árbitro: Rubén Selman Auxiliares: Jaime Toro e Fernando Cresci |

Jogos de volta
| 11 de agosto de 1998 | Sampaio Corrêa    | 1 – 0 | Deportes Quindío | Castelão, São Luís (MA)                                                             |
|                      | Paulo Roberto 89' |       |                  | Árbitro: José Luis da Rosa Auxiliares: Jorge Larrionda e Milton Otaviano dos Santos |

| 11 de agosto de 1998 | Santos                          | 3 – 0 | LDU | Vila Belmiro, Santos (SP) |
|                      | Claudiomiro 54' · Viola 69' 82' |       |     | Árbitro: René Ortubé      |

| 11 de agosto de 1998 | Jorge Wilstermann | 0 – 1 | Atlético Mineiro | Félix Capriles, Cochabamba (Bolívia)    |
|                      |                   |       | Valdir 60'       | Público: ≈18,000 Árbitro: César Córdova |

| 11 de agosto de 1998 | Rosario Central           | 2 – 0   | Huracán Buceo | Gigante de Arroyito, Rosario (Argentina)                             |
| 21:00 h (UTC-3)      | Rivarola 40' · Gaitán 58' | Notícia |               | Árbitro: Carlos Torres Auxiliares: Carlos Amarilla e Abraham Serrano |

### Semifinais
Jogos de ida
| 9 de setembro de 1998 | Santos | 0 – 0 | Sampaio Corrêa | Vila Belmiro, Santos (SP)                                                              |
| 20:30 h (UTC-3)       |        |       |                | Árbitro: Luciano Augusto de Almeida Auxiliares: Jorge Oliveira e Arnaldo Menezes Pinto |

| 9 de setembro de 1998 | Rosario Central | 1 – 1   | Atlético Mineiro | Gigante de Arroyito, Rosario (Argentina)                                                     |
| 21:40 h (UTC-3)       | Scotto 18'      | Notícia | Bruno 71'        | Público: 22,653 pagantes Árbitro: Bonifacio Núñez Auxiliares: Ricardo Grance e Rodolfo Otero |

Jogos de volta
| 23 de setembro de 1998 | Atlético Mineiro | 0 – 1   | Rosario Central | Mineirão, Belo Horizonte (MG)                                                        |
|                        |                  | Notícia | Carracedo 45'   | Público: 10,365 pagantes Árbitro: Mario Sánchez Auxiliares: Luis Peña e Mario Vargas |

| 24 de setembro de 1998 | Sampaio Corrêa | 1 – 5 | Santos                                                              | Castelão, São Luís (MA) |
|                        | Ivan 34'       |       | Lúcio 42' · Argel 45' · Eduardo Marques 47' · Adiel 64' · Viola 69' | Público: 98,720 Árbitro: Francisco Dacildo Mourão Albuquerque Auxiliares: Milton Otaviano dos Santos e Eduardo Cyreno de Meneses |

### Finais
1° jogo
| 7 de outubro de 1998 | Santos          | 1 – 0   | Rosario Central | Vila Belmiro, Santos (SP)                                                |
| 20:30 h (UTC-3)      | Claudiomiro 28' | Notícia |                 | Árbitro: José Luis da Rosa Auxiliares: Jorge Larrionda e Jorge Velázquez |

|  | Santos | Rosario Central |

| SANTOS:       |  |                 |                                   |      |
|               |  |                 |                                   |      |
| G             |  | Zetti           |                                   |      |
| LD            |  | Ânderson Lima   | Penalizado com cartão amarelo     |      |
| Z             |  | Jean            | Penalizado · Penalizado · Expulso |      |
| Z             |  | Claudiomiro     |                                   | 79a' |
| LE            |  | Athirson        |                                   |      |
| V             |  | Marcos Basílio  |                                   |      |
| V             |  | Narciso         |                                   |      |
| M             |  | Eduardo Marques |                                   | 79b' |
| M             |  | Lúcio           |                                   |      |
| A             |  | Viola           | Penalizado · Penalizado · Expulso |      |
| A             |  | Alessandro      |                                   | 70'  |
| Substituição: |  |                 |                                   |      |
| A             |  | Adiel           |                                   | 70'  |
| LE            |  | Gustavo Nery    |                                   | 79a' |
| M             |  | Fernandes       |                                   | 79b' |
| Treinador:    |  |                 |                                   |      |
| Emerson Leão  |  |                 |                                   |      |

| ROSARIO CENTRAL: |  |               |                                   |     |
|                  |  |               |                                   |     |
| G                |  | Buljubasich   |                                   |     |
| LD               |  | Marra         | Penalizado com cartão amarelo     |     |
| Z                |  | Gerbaudo      | Penalizado com cartão amarelo     |     |
| Z                |  | Cuberas       | Penalizado com cartão amarelo     |     |
| LE               |  | Jara          |                                   |     |
| V                |  | Cappelletti   | Penalizado com cartão amarelo     | 80' |
| V                |  | Daniele       | Penalizado com cartão amarelo     |     |
| M                |  | Hugo González |                                   |     |
| M                |  | Gaitán        |                                   | 45' |
| A                |  | Carracedo     | Penalizado · Penalizado · Expulso |     |
| A                |  | Scotto        | Penalizado · Penalizado · Expulso |     |
| Substituição:    |  |               |                                   |     |
| A                |  | Montoya       | Penalizado · Penalizado · Expulso | 45' |
| M                |  | Villarreal    |                                   | 80' |
| Treinador:       |  |               |                                   |     |
| Edgardo Bauza    |  |               |                                   |     |

2° jogo
| 21 de outubro de 1998 | Rosario Central | 0 – 0   | Santos | Gigante de Arroyito, Rosario (Argentina)                                                |
| 21:10 h (UTC-3)       |                 | Notícia |        | Público: ≈46,000 Árbitro: Ubaldo Aquino Auxiliares: Carlos Amarilla e Miguel Giacomuzzi |

|  | Rosario Central | Santos |

| ROSARIO CENTRAL: |  |                   |                                   |     |
|                  |  |                   |                                   |     |
| G                |  | Buljubasich       |                                   |     |
| LD               |  | Marra             | Penalizado com cartão amarelo     | 74' |
| Z                |  | Gerbaudo          |                                   |     |
| Z                |  | Cuberas           | Penalizado com cartão amarelo     |     |
| LE               |  | Jara              |                                   |     |
| V                |  | Rivarola          |                                   |     |
| V                |  | Daniele           | Penalizado · Penalizado · Expulso |     |
| M                |  | Hugo González     |                                   | 57' |
| M                |  | Gaitán            |                                   |     |
| A                |  | Coronel           | Penalizado com cartão amarelo     |     |
| A                |  | Maceratesi        |                                   | 63' |
| Substituição:    |  |                   |                                   |     |
| M                |  | Ezequiel González |                                   | 57' |
| A                |  | Ruiz              |                                   | 63' |
| V                |  | Cappelletti       | Penalizado com cartão amarelo     | 74' |
| Treinador:       |  |                   |                                   |     |
| Edgardo Bauza    |  |                   |                                   |     |

| SANTOS:       |  |                 |                                   |     |
|               |  |                 |                                   |     |
| G             |  | Zetti           |                                   |     |
| LD            |  | Ânderson Lima   |                                   |     |
| Z             |  | Sandro          | Penalizado com cartão amarelo     |     |
| Z             |  | Claudiomiro     | Penalizado com cartão amarelo     |     |
| LE            |  | Athirson        | Penalizado com cartão amarelo     |     |
| V             |  | Marcos Basílio  | Penalizado com cartão amarelo     |     |
| V             |  | Narciso         | Penalizado com cartão amarelo     |     |
| V             |  | Élder           |                                   |     |
| M             |  | Eduardo Marques | Penalizado · Penalizado · Expulso |     |
| M             |  | Fernandes       |                                   | 76' |
| A             |  | Alessandro      |                                   | 85' |
| Substituição: |  |                 |                                   |     |
| LE            |  | Baiano          |                                   | 76' |
| A             |  | Adiel           |                                   | 85' |
| Treinador:    |  |                 |                                   |     |
| Emerson Leão  |  |                 |                                   |     |

## Confrontos
|  | Oitavas de final | Oitavas de final   | Oitavas de final | Oitavas de final |                   |                  | Quartas de final | Quartas de final | Quartas de final |  |                  | Semifinais         | Semifinais         | Semifinais         |  |        | Final             | Final             | Final             | Final             | Final             |
|  | 15 a 29 de julho | 15 a 29 de julho   | 15 a 29 de julho | 15 a 29 de julho |                   |                  | 5 e 11 de agosto | 5 e 11 de agosto | 5 e 11 de agosto |  |                  | 9 e 23 de setembro | 9 e 23 de setembro | 9 e 23 de setembro |  |        | 7 e 21 de outubro | 7 e 21 de outubro | 7 e 21 de outubro | 7 e 21 de outubro | 7 e 21 de outubro |
|  |                  |                    |                  |                  |                   |                  |                  |                  |                  |  |                  |                    |                    |                    |  |        |                   |                   |                   |                   |                   |
|  | 1                | Melgar             | 1                | 1                |                   |                  |                  |                  |                  |  |                  |                    |                    |                    |  |        |                   |                   |                   |                   |                   |
|  | 16               | LDU Quito          | 3                | 3                |                   |                  |                  |                  |                  |  |                  |                    |                    |                    |  |        |                   |                   |                   |                   |                   |
|  | 16               | LDU Quito          | 3                | 3                |                   | LDU Quito        | 2                | 0                |                  |  |                  |                    |                    |                    |  |        |                   |                   |                   |                   |                   |
|  |                  |                    |                  |                  |                   | LDU Quito        | 2                | 0                |                  |  |                  |                    |                    |                    |  |        |                   |                   |                   |                   |                   |
|  |                  | Santos             | 2                | 3                |                   |                  |                  |                  |                  |  |                  |                    |                    |                    |  |        |                   |                   |                   |                   |                   |
|  | 8                | Santos             | 2                | 3                | Santos            | 2                | 1(3)             |                  |                  |  |                  |                    |                    |                    |  |        |                   |                   |                   |                   |                   |
|  | 8                |                    |                  |                  | Santos            | 2                | 1(3)             |                  |                  |  |                  |                    |                    |                    |  |        |                   |                   |                   |                   |                   |
|  | 9                | Once Caldas        | 1                | 2(2)             |                   |                  |                  |                  |                  |  |                  |                    |                    |                    |  |        |                   |                   |                   |                   |                   |
|  | 9                | Once Caldas        | 1                | 2(2)             |                   |                  |                  |                  |                  |  | Santos           | 0                  | 5                  |                    |  |        |                   |                   |                   |                   |                   |
|  |                  |                    |                  |                  |                   |                  |                  |                  |                  |  | Santos           | 0                  | 5                  |                    |  |        |                   |                   |                   |                   |                   |
|  |                  | Sampaio Corrêa     | 0                | 1                |                   |                  |                  |                  |                  |  |                  |                    |                    |                    |  |        |                   |                   |                   |                   |                   |
|  | 5                | Sampaio Corrêa     | 0                | 1                | Deportivo Italia  | 2                | 1                |                  |                  |  |                  |                    |                    |                    |  |        |                   |                   |                   |                   |                   |
|  | 5                |                    |                  |                  | Deportivo Italia  | 2                | 1                |                  |                  |  |                  |                    |                    |                    |  |        |                   |                   |                   |                   |                   |
|  | 12               | Deportes Quindío   | 2                | 2                |                   |                  |                  |                  |                  |  |                  |                    |                    |                    |  |        |                   |                   |                   |                   |                   |
|  | 12               | Deportes Quindío   | 2                | 2                |                   | Deportes Quindío | 0                | 0                |                  |  |                  |                    |                    |                    |  |        |                   |                   |                   |                   |                   |
|  |                  |                    |                  |                  |                   | Deportes Quindío | 0                | 0                |                  |  |                  |                    |                    |                    |  |        |                   |                   |                   |                   |                   |
|  |                  | Sampaio Corrêa     | 1                | 1                |                   |                  |                  |                  |                  |  |                  |                    |                    |                    |  |        |                   |                   |                   |                   |                   |
|  | 4                | Sampaio Corrêa     | 1                | 1                | América de Natal  | 0                | 1                |                  |                  |  |                  |                    |                    |                    |  |        |                   |                   |                   |                   |                   |
|  | 4                |                    |                  |                  | América de Natal  | 0                | 1                |                  |                  |  |                  |                    |                    |                    |  |        |                   |                   |                   |                   |                   |
|  | 13               | Sampaio Corrêa     | 0                | 3                |                   |                  |                  |                  |                  |  |                  |                    |                    |                    |  |        |                   |                   |                   |                   |                   |
|  | 13               | Sampaio Corrêa     | 0                | 3                |                   |                  |                  |                  |                  |  |                  |                    |                    |                    |  | Santos | 1                 | 0                 |                   |                   |                   |
|  |                  |                    |                  |                  |                   |                  |                  |                  |                  |  |                  |                    |                    |                    |  | Santos | 1                 | 0                 |                   |                   |                   |
|  |                  | Rosário Central    | 0                | 0                |                   |                  |                  |                  |                  |  |                  |                    |                    |                    |  |        |                   |                   |                   |                   |                   |
|  | 2                | Rosário Central    | 0                | 0                | Atlético Mineiro  | 2                | 0(4)             |                  |                  |  |                  |                    |                    |                    |  |        |                   |                   |                   |                   |                   |
|  | 2                |                    |                  |                  | Atlético Mineiro  | 2                | 0(4)             |                  |                  |  |                  |                    |                    |                    |  |        |                   |                   |                   |                   |                   |
|  | 15               | Cerro Corá         | 2                | 0(2)             |                   |                  |                  |                  |                  |  |                  |                    |                    |                    |  |        |                   |                   |                   |                   |                   |
|  | 15               | Cerro Corá         | 2                | 0(2)             |                   | Atlético Mineiro | 3                | 1                |                  |  |                  |                    |                    |                    |  |        |                   |                   |                   |                   |                   |
|  |                  |                    |                  |                  |                   | Atlético Mineiro | 3                | 1                |                  |  |                  |                    |                    |                    |  |        |                   |                   |                   |                   |                   |
|  |                  | Jorge Wilstermann  | 1                | 0                |                   |                  |                  |                  |                  |  |                  |                    |                    |                    |  |        |                   |                   |                   |                   |                   |
|  | 7                | Jorge Wilstermann  | 1                | 0                | Jorge Wilstermann | 0                | 1(4)             |                  |                  |  |                  |                    |                    |                    |  |        |                   |                   |                   |                   |                   |
|  | 7                |                    |                  |                  | Jorge Wilstermann | 0                | 1(4)             |                  |                  |  |                  |                    |                    |                    |  |        |                   |                   |                   |                   |                   |
|  | 10               | Gimnasia y Esgrima | 0                | 1(2)             |                   |                  |                  |                  |                  |  |                  |                    |                    |                    |  |        |                   |                   |                   |                   |                   |
|  | 10               | Gimnasia y Esgrima | 0                | 1(2)             |                   |                  |                  |                  |                  |  | Atlético Mineiro | 1                  | 0                  |                    |  |        |                   |                   |                   |                   |                   |
|  |                  |                    |                  |                  |                   |                  |                  |                  |                  |  | Atlético Mineiro | 1                  | 0                  |                    |  |        |                   |                   |                   |                   |                   |
|  |                  | Rosário Central    | 1                | 1                |                   |                  |                  |                  |                  |  |                  |                    |                    |                    |  |        |                   |                   |                   |                   |                   |
|  | 6                | Rosário Central    | 1                | 1                | River Plate       | 0                | 1                |                  |                  |  |                  |                    |                    |                    |  |        |                   |                   |                   |                   |                   |
|  | 6                |                    |                  |                  | River Plate       | 0                | 1                |                  |                  |  |                  |                    |                    |                    |  |        |                   |                   |                   |                   |                   |
|  | 11               | Huracán Buceo      | 0                | 4                |                   |                  |                  |                  |                  |  |                  |                    |                    |                    |  |        |                   |                   |                   |                   |                   |
|  | 11               | Huracán Buceo      | 0                | 4                |                   | Huracán Buceo    | 2                | 0                |                  |  |                  |                    |                    |                    |  |        |                   |                   |                   |                   |                   |
|  |                  |                    |                  |                  |                   | Huracán Buceo    | 2                | 0                |                  |  |                  |                    |                    |                    |  |        |                   |                   |                   |                   |                   |
|  |                  | Rosário Central    | 3                | 2                |                   |                  |                  |                  |                  |  |                  |                    |                    |                    |  |        |                   |                   |                   |                   |                   |
|  | 3                | Rosário Central    | 3                | 2                | Rosário Central   | 2                | 0                |                  |                  |  |                  |                    |                    |                    |  |        |                   |                   |                   |                   |                   |
|  | 3                |                    |                  |                  | Rosário Central   | 2                | 0                |                  |                  |  |                  |                    |                    |                    |  |        |                   |                   |                   |                   |                   |
|  | 14               | Audax Italiano     | 0                | 1                |                   |                  |                  |                  |                  |  |                  |                    |                    |                    |  |        |                   |                   |                   |                   |                   |

| Copa Conmebol de 1998      |
| -------------------------- |
| Santos Campeão (1º título) |